# Luno the White Stallion

Luno the White Stallion est une série d'animation fantastique américaine du studio Terrytoons diffusée à partir de 1963. Luno est une petite statue de cheval ailé qui se transforme pour emporter le petit Tim lorsqu'il prononce la phrase « Oh winged horse of marble white, take me on a magic flight ». 17 épisodes ont été diffusés jusqu'en 1965.

## Voix
- Luno : Bob McFadden (en)
- Tim : Norma MacMillan et Dayton Allen

## Épisodes
- The Missing Genie (1963)
- Trouble in Baghdad (1963)
- King Rounder (1963)
- Jungle Jack (1963)
- Melvin the Magnificent (1963)
- Mixed Up Matador (1963)
- The Flying Chariot (1963)
- The Poor Pirate (1963)
- The Prehysteric Inventor (1963)
- The Square Planet (1963)
- Who's Dragon (1963)
- Island of the Giants (1963)
- Roc-a-Bye Sinbad (1964)
- The Gold Dust Bandit (1964)
- Adventure by the Sea (1964)
- King Neptune's Castle (1965)
- The Astronut Show (1965)